# Église Saint-Rémi de Sermoise
L'église Saint-Rémi de Sermoise est une église située à Sermoise, en France.

## Localisation
L'église est située sur la commune de Sermoise, dans le département de l'Aisne.
Elle compte neuf verrières de Louis Barillet, datées de 1925.